# ドナルドの決闘
『ドナルドの決闘』（ドナルドのけっとう、原題：The New Neighbor）は、ウォルト・ディズニー・プロダクション（現：ウォルト・ディズニー・カンパニー）が製作した1953年8月1日公開のアニメーション短編映画作品。ドナルドダック・シリーズの第108作である。

## あらすじ
新しい住宅地へと引っ越してきたドナルド。しかし、お隣に住むピートの嫌がらせとも思える振舞いに我慢出来なくなり・・・。

## スタッフ
- 製作：ウォルト・ディズニー
- 監督：ジャック・ハンナ
- 脚本：ニック・ジョージ、ミルト・シェーファー
- 音楽：エドワード・H・プラム
- 美術：エール・グレイシー
- 背景：
- 原画：ジョージ・クレイスル、ヴォルス・ジョーンズ、エド・アーダル

## キャスト
| キャラクター   | 原語版               | 旧吹き替え版 | 新吹き替え版 |
| -------------- | -------------------- | ------------ | ------------ |
| ドナルドダック | クラレンス・ナッシュ | 関時男       | 山寺宏一     |
| ピート         | ビリー・ブレッチャー | 遠藤征慈     | 大平透       |
| レポーター     | ?                    | 江原正士     | ?            |
| ナレーション   | -                    | 土井美加     | -            |